# Baus
Baus is een bestuurslaag in het regentschap Timor Tengah Selatan van de provincie Oost-Nusa Tenggara, Indonesië. Baus telt 1729 inwoners (volkstelling 2010).